# Tournoi de tennis de Philadelphie

Le tournoi de Philadelphie (Pennsylvanie, États-Unis) était un tournoi de tennis féminin WTA  et masculin U.S. Pro Indoor ATP.
Il était organisé chaque année, fin octobre, sur dur et en salle. 
Les dernières éditions se sont tenues en 1998 pour les hommes et en 2005 pour les femmes.
Avec trois succès chacune, Steffi Graf et Amélie Mauresmo y détiennent le record de victoires en simple, cette dernière les ayant enchaînés consécutivement de 2003 à 2005.

## Palmarès dames

### Simple
| No       | Date       | Nom et lieu du tournoi                                  | Catégorie      | Dotation       | Surface         | Vainqueure            | Finaliste           | Score          |                |
| -------- | ---------- | ------------------------------------------------------- | -------------- | -------------- | --------------- | --------------------- | ------------------- | -------------- | -------------- |
| 1        | 01-08-1960 | Philadelphia District Grass Court Champ's, Philadelphie |                | NC             | Gazon (ext.)    | Billie Jean Moffitt   | Carole Caldwell     | 6-1, 6-0       | Tableau        |
| 2        | 31-07-1961 | Philadelphia District Grass Court Champ's, Philadelphie |                | NC             | Gazon (ext.)    | Billie Jean Moffitt   | Edda Buding         | 6-3, 6-4       | Tableau        |
| 3        | 15-07-1962 | Middle States Grass Court Championships, Philadelphie   |                | NC             | Gazon (ext.)    | Margaret Varner Bloss | Margaret Osborne    | 10-8, 6-3      | Tableau        |
|          | 1963-1967  | Pas de tournoi                                          | Pas de tournoi | Pas de tournoi | Pas de tournoi  | Pas de tournoi        | Pas de tournoi      | Pas de tournoi | Pas de tournoi |
| Ère Open |            |                                                         |                |                |                 |                       |                     |                |                |
|          | 1968-1969  | Pas de tournoi                                          | Pas de tournoi | Pas de tournoi | Pas de tournoi  | Pas de tournoi        | Pas de tournoi      | Pas de tournoi | Pas de tournoi |
| 4        | 02-02-1970 | ITPA Indoor Open, Philadelphie                          |                | 7 500 $        | Moquette (int.) | Margaret Smith Court  | Billie Jean King    | 6-3, 7-612     | Tableau        |
| 5        | 09-02-1971 | Indoor Championships, Philadelphie                      | VS Tour        | 12 500 $       | Dur (int.)      | Rosie Casals          | Françoise Dürr      | 6-3, 3-6, 6-2  | Tableau        |
|          | 1972       | Pas de tournoi                                          | Pas de tournoi | Pas de tournoi | Pas de tournoi  | Pas de tournoi        | Pas de tournoi      | Pas de tournoi | Pas de tournoi |
| 6        | 02-04-1973 | Max Pax Coffee Classic, Philadelphie                    |                | 50 000 $       | Dur (int.)      | Margaret Smith Court  | Kerry Harris        | 6-1, 6-0       | Tableau        |
| 7        | 22-04-1974 | Virginia Slims of Philadelphia, Philadelphie            | VS Tour        | 50 000 $       | Moquette (int.) | Olga Morozova         | Billie Jean King    | 7-6, 6-1       | Tableau        |
| 8        | 24-03-1975 | Virginia Slims of Philadelphia, Philadelphie            | VS Tour        | 75 000 $       | Moquette (int.) | Virginia Wade         | Chris Evert         | 7-5, 6-4       | Tableau        |
| 9        | 29-03-1976 | Virginia Slims of Philadelphia, Philadelphie            |                | 75 000 $       | Moquette (int.) | Evonne Goolagong      | Chris Evert         | 6-3, 7-63      | Tableau        |
| 10       | 14-03-1977 | Virginia Slims of Philadelphia, Philadelphie            |                | 100 000 $      | Dur (int.)      | Chris Evert           | Martina Navrátilová | 6-4, 4-6, 6-3  | Tableau        |
| 11       | 20-03-1978 | Virginia Slims of Philadelphia, Philadelphie            |                | 115000 $       | Dur (int.)      | Chris Evert           | Billie Jean King    | 6-0, 6-4       | Tableau        |
| 12       | 05-03-1979 | Avon Championships of Philadelphie, Philadelphie        |                | 125 000 $      | Dur (int.)      | Wendy Turnbull        | Virginia Wade       | 5-7, 6-3, 6-2  | Tableau        |
|          | 1980-1990  | Pas de tournoi                                          | Pas de tournoi | Pas de tournoi | Pas de tournoi  | Pas de tournoi        | Pas de tournoi      | Pas de tournoi | Pas de tournoi |
| 13       | 11-11-1991 | Virginia Slims of Philadelphia, Philadelphie            | Tier II        | 350 000 $      | Moquette (int.) | Monica Seles          | Jennifer Capriati   | 7-5, 6-1       | Tableau        |
| 14       | 09-11-1992 | Virginia Slims of Philadelphia, Philadelphie            | Tier II        | 350 000 $      | Moquette (int.) | Steffi Graf           | Arantxa Sánchez     | 6-3, 3-6, 6-1  | Tableau        |
| 15       | 08-11-1993 | Virginia Slims of Philadelphia, Philadelphie            | Tier I         | 750 000 $      | Moquette (int.) | Conchita Martínez     | Steffi Graf         | 6-3, 6-3       | Tableau        |
| 16       | 07-11-1994 | Virginia Slims of Philadelphia, Philadelphie            | Tier I         | 750 000 $      | Moquette (int.) | Anke Huber            | Mary Pierce         | 6-0, 6-7, 7-5  | Tableau        |
| 17       | 06-11-1995 | Advanta Championships, Philadelphie                     | Tier I         | 806 250 $      | Moquette (int.) | Steffi Graf           | Lori McNeil         | 6-1, 4-6, 6-3  | Tableau        |
| 18       | 11-11-1996 | Advanta Championships, Philadelphie                     | Tier II        | 450 000 $      | Moquette (int.) | Jana Novotná          | Steffi Graf         | 6-4, ab.       | Tableau        |
| 19       | 10-11-1997 | Advanta Championships, Philadelphie                     | Tier II        | 450 000 $      | Moquette (int.) | Martina Hingis        | Lindsay Davenport   | 7-5, 6-7, 7-6  | Tableau        |
| 20       | 09-11-1998 | Advanta Championships, Philadelphie                     | Tier II        | 450 000 $      | Moquette (int.) | Steffi Graf           | Lindsay Davenport   | 4-6, 6-3, 6-4  | Tableau        |
| 21       | 08-11-1999 | Advanta Championships, Philadelphie                     | Tier II        | 520 000 $      | Moquette (int.) | Lindsay Davenport     | Martina Hingis      | 6-3, 6-4       | Tableau        |
| 22       | 06-11-2000 | Advanta Championships, Philadelphie                     | Tier II        | 535 000 $      | Moquette (int.) | Lindsay Davenport     | Martina Hingis      | 7-67, 6-4      | Tableau        |
|          | 2001-2002  | Pas de tournoi                                          | Pas de tournoi | Pas de tournoi | Pas de tournoi  | Pas de tournoi        | Pas de tournoi      | Pas de tournoi | Pas de tournoi |
| 23       | 27-10-2003 | Advanta Championships, Philadelphie                     | Tier II        | 585 000 $      | Dur (int.)      | Amélie Mauresmo       | Anastasia Myskina   | 5-7, 6-0, 6-2  | Tableau        |
| 24       | 01-11-2004 | Advanta Championships, Philadelphie                     | Tier II        | 585 000 $      | Dur (int.)      | Amélie Mauresmo       | Vera Zvonareva      | 3-6, 6-2, 6-2  | Tableau        |
| 25       | 31-10-2005 | Advanta Championships, Philadelphie                     | Tier II        | 585 000 $      | Dur (int.)      | Amélie Mauresmo       | Elena Dementieva    | 7-5, 2-6, 7-5  | Tableau        |

### Double
| No       | Date       | Nom et lieu du tournoi                                 | Catégorie      | Dotation       | Surface         | Vainqueures                         | Finalistes                             | Score          |                |
| -------- | ---------- | ------------------------------------------------------ | -------------- | -------------- | --------------- | ----------------------------------- | -------------------------------------- | -------------- | -------------- |
| 1        | 01-08-1960 | Philadelphia District Grass Court Champ's Philadelphie |                | NC             | Gazon (ext.)    | Katherine D. Chabot Karen Hantze    | Donna Floyd Belmar Gunderson           | 4-6, 6-3, 6-4  | Tableau        |
| 2        | 31-07-1961 | Philadelphia District Grass Court Champ's Philadelphie |                | NC             | Gazon (ext.)    | Carole Caldwell Billie Jean Moffitt | Edda Buding Belmar Gunderson           | 6-2, 6-3       | Tableau        |
| 3        | 15-07-1962 | Middle States Grass Court Championships Philadelphie   |                | NC             | Gazon (ext.)    | Justina Bricka Margaret Smith       | Margaret Osborne Margaret Varner Bloss | 7-5, 6-1       | Tableau        |
|          | 1963-1967  | Pas de tournoi                                         | Pas de tournoi | Pas de tournoi | Pas de tournoi  | Pas de tournoi                      | Pas de tournoi                         | Pas de tournoi | Pas de tournoi |
| Ère Open |            |                                                        |                |                |                 |                                     |                                        |                |                |
|          | 1968-1970  | Pas de tournoi                                         | Pas de tournoi | Pas de tournoi | Pas de tournoi  | Pas de tournoi                      | Pas de tournoi                         | Pas de tournoi | Pas de tournoi |
| 4        | 09-02-1971 | Indoor Championships Philadelphie                      | VS Tour        | 12 500 $       | Dur (int.)      | Rosie Casals Billie Jean King       | NC                                     | Forfait        | Tableau        |
|          | 1972       | Pas de tournoi                                         | Pas de tournoi | Pas de tournoi | Pas de tournoi  | Pas de tournoi                      | Pas de tournoi                         | Pas de tournoi | Pas de tournoi |
| 5        | 02-04-1973 | Max Pax Coffee Classic Philadelphie                    |                | 50 000 $       | Dur (int.)      | Margaret Smith Court Lesley Hunt    | Françoise Dürr Betty Stöve             | 6-1, 3-6, 6-2  | Tableau        |
| 6        | 22-04-1974 | Virginia Slims of Philadelphia Philadelphie            | VS Tour        | 50 000 $       | Moquette (int.) | Rosie Casals Billie Jean King       | Kerry Harris Lesley Hunt               | 6-3, 7-6       | Tableau        |
| 7        | 24-03-1975 | Virginia Slims of Philadelphia Philadelphie            | VS Tour        | 75 000 $       | Moquette (int.) | Evonne Goolagong Betty Stöve        | Rosie Casals Billie Jean King          | 4-6, 6-4, 7-6  | Tableau        |
| 8        | 29-03-1976 | Virginia Slims of Philadelphia Philadelphie            |                | 75 000 $       | Moquette (int.) | Billie Jean King Betty Stöve        | Rosie Casals Françoise Dürr            | 7-64, 6-4      | Tableau        |
| 9        | 14-03-1977 | Virginia Slims of Philadelphia Philadelphie            |                | 100 000 $      | Dur (int.)      | Françoise Dürr Virginia Wade        | Martina Navrátilová Betty Stöve        | 6-4, 4-6, 6-4  | Tableau        |
| 10       | 20-03-1978 | Bridgestone doubles of Philadelphia Philadelphie       |                | 115000 $       | Dur (int.)      | Kerry Reid Wendy Turnbull           | Françoise Dürr Virginia Wade           | 6-3, 7-5       | Tableau        |
| 11       | 05-03-1979 | Avon Championships of Philadelphie Philadelphie        |                | 125 000 $      | Dur (int.)      | Françoise Dürr Betty Stöve          | Renée Richards Virginia Wade           | 6-4, 6-2       | Tableau        |
|          | 1980-1990  | Pas de tournoi                                         | Pas de tournoi | Pas de tournoi | Pas de tournoi  | Pas de tournoi                      | Pas de tournoi                         | Pas de tournoi | Pas de tournoi |
| 12       | 11-11-1991 | Virginia Slims of Philadelphia Philadelphie            | Tier II        | 350 000 $      | Moquette (int.) | Jana Novotná Larisa Neiland         | Mary Joe Fernández Zina Garrison       | 6-2, 6-4       | Tableau        |
| 13       | 09-11-1992 | Virginia Slims of Philadelphia Philadelphie            | Tier II        | 350 000 $      | Moquette (int.) | Gigi Fernández Natasha Zvereva      | Conchita Martínez Mary Pierce          | 6-1, 6-3       | Tableau        |
| 14       | 08-11-1993 | Virginia Slims of Philadelphia Philadelphie            | Tier I         | 750 000 $      | Moquette (int.) | Katrina Adams Manon Bollegraf       | Conchita Martínez Larisa Neiland       | 6-2, 4-6, 7-6  | Tableau        |
| 15       | 07-11-1994 | Virginia Slims of Philadelphia Philadelphie            | Tier I         | 750 000 $      | Moquette (int.) | Gigi Fernández Natasha Zvereva      | Gabriela Sabatini Brenda Schultz       | 4-6, 6-4, 6-2  | Tableau        |
| 16       | 06-11-1995 | Advanta Championships Philadelphie                     | Tier I         | 806 250 $      | Moquette (int.) | Lori McNeil Helena Suková           | Meredith McGrath Larisa Neiland        | 4-6, 6-3, 6-4  | Tableau        |
| 17       | 11-11-1996 | Advanta Championships Philadelphie                     | Tier II        | 450 000 $      | Moquette (int.) | Lisa Raymond Rennae Stubbs          | Nicole Arendt Lori McNeil              | 6-4, 3-6, 6-3  | Tableau        |
| 18       | 10-11-1997 | Advanta Championships Philadelphie                     | Tier II        | 450 000 $      | Moquette (int.) | Lisa Raymond Rennae Stubbs          | Lindsay Davenport Jana Novotná         | 6-3, 7-5       | Tableau        |
| 19       | 09-11-1998 | Advanta Championships Philadelphie                     | Tier II        | 450 000 $      | Moquette (int.) | Elena Likhovtseva Ai Sugiyama       | Monica Seles Natasha Zvereva           | 7-5, 4-6, 6-2  | Tableau        |
| 20       | 08-11-1999 | Advanta Championships Philadelphie                     | Tier II        | 520 000 $      | Moquette (int.) | Lisa Raymond Rennae Stubbs          | Chanda Rubin Sandrine Testud           | 6-1, 7-6       | Tableau        |
| 21       | 06-11-2000 | Advanta Championships Philadelphie                     | Tier II        | 535 000 $      | Moquette (int.) | Martina Hingis Anna Kournikova      | Lisa Raymond Rennae Stubbs             | 6-2, 7-5       | Tableau        |
|          | 2001-2002  | Pas de tournoi                                         | Pas de tournoi | Pas de tournoi | Pas de tournoi  | Pas de tournoi                      | Pas de tournoi                         | Pas de tournoi | Pas de tournoi |
| 22       | 27-10-2003 | Advanta Championships Philadelphie                     | Tier II        | 585 000 $      | Dur (int.)      | Martina Navrátilová Lisa Raymond    | Cara Black Rennae Stubbs               | 6-3, 6-4       | Tableau        |
| 23       | 01-11-2004 | Advanta Championships Philadelphie                     | Tier II        | 585 000 $      | Dur (int.)      | Alicia Molik Lisa Raymond           | Liezel Huber Corina Morariu            | 7-5, 6-4       | Tableau        |
| 24       | 31-10-2005 | Advanta Championships Philadelphie                     | Tier II        | 585 000 $      | Dur (int.)      | Cara Black Rennae Stubbs            | Lisa Raymond Samantha Stosur           | 6-4, 7-64      | Tableau        |

## Palmarès messieurs

### Simple
| No | Date       | Nom et lieu du tournoi                           | Catégorie           | Dotation  | Surface         | Vainqueur      | Finaliste        | Score                     |  |
| -- | ---------- | ------------------------------------------------ | ------------------- | --------- | --------------- | -------------- | ---------------- | ------------------------- |  |
| 1  | 05-02-1968 | , Philadelphie                                   |                     | NC $      | NC              | Manuel Santana | Jan Leschly      | 8-6, 6-3                  |  |
| 2  | 03-02-1969 | , Philadelphie                                   |                     | 30 000 $  | Moquette (int.) | Rod Laver      | Tony Roche       | 7-5, 6-4, 6-4             |  |
| 3  | 02-02-1970 | , Philadelphie                                   | Championship Series | 60 000 $  | Moquette (int.) | Rod Laver      | Tony Roche       | 6-3, 8-6, 6-2             |  |
| 4  | 15-02-1971 | , Philadelphie                                   | Championship Series | 62 500 $  | Moquette (int.) | John Newcombe  | Rod Laver        | 7-65, 7-61, 6-4           |  |
| 5  | 07-02-1972 | , Philadelphie                                   | Championship Series | 50 000 $  | Moquette (int.) | Rod Laver      | Ken Rosewall     | 4-6, 6-2, 6-2, 6-2        |  |
| 6  | 05-02-1973 | , Philadelphie                                   | Championship Series | 50 000 $  | Moquette (int.) | Stan Smith     | Robert Lutz      | 7-62, 7-65, 4-6, 6-4      |  |
| 7  | 21-01-1974 | , Philadelphie                                   | Championship Series | 100 000 $ | Moquette (int.) | Rod Laver      | Arthur Ashe      | 6-1, 6-4, 3-6, 6-4        |  |
| 8  | 20-01-1975 | , Philadelphie                                   | Championship Series | 115 000 $ | Moquette (int.) | Marty Riessen  | Vitas Gerulaitis | 7-61, 5-7, 6-2, 60-7, 6-3 |  |
| 9  | 26-01-1976 | , Philadelphie                                   | Championship Series | 118 600 $ | Moquette (int.) | Jimmy Connors  | Björn Borg       | 7-6, 6-4, 6-0             |  |
| 10 | 24-01-1977 | , Philadelphie                                   | Championship Series | 200 000 $ | Moquette (int.) | Dick Stockton  | Jimmy Connors    | 3-6, 6-4, 3-6, 6-1, 6-2   |  |
| 11 | 23-01-1978 | , Philadelphie                                   | Championship Series | 225 000 $ | Moquette (int.) | Jimmy Connors  | Roscoe Tanner    | 6-2, 6-4, 6-3             |  |
| 12 | 22-01-1979 | , Philadelphie                                   | Championship Series | 250 000 $ | Moquette (int.) | Jimmy Connors  | Arthur Ashe      | 6-3, 6-4, 6-1             |  |
| 13 | 21-01-1980 | U.S. Pro Indoor, Philadelphie                    | Championship Series | 250 000 $ | Moquette (int.) | Jimmy Connors  | John McEnroe     | 6-3, 2-6, 6-3, 3-6, 6-4   |  |
| 14 | 26-01-1981 | U.S. Pro Indoor, Philadelphie                    | Championship Series | 250 000 $ | Moquette (int.) | Roscoe Tanner  | Wojtek Fibak     | 6-2, 7-6, 7-5             |  |
| 15 | 25-01-1982 | U.S. Pro Indoor, Philadelphie                    | Championship Series | 300 000 $ | Moquette (int.) | John McEnroe   | Jimmy Connors    | 6-3, 6-3, 6-1             |  |
| 16 | 31-01-1983 | U.S. Pro Indoor, Philadelphie                    | Championship Series | 250 000 $ | Moquette (int.) | John McEnroe   | Ivan Lendl       | 4-6, 7-6, 6-4, 6-3        |  |
| 17 | 23-01-1984 | U.S. Pro Indoor, Philadelphie                    | Championship Series | 300 000 $ | Moquette (int.) | John McEnroe   | Ivan Lendl       | 6-3, 3-6, 6-3, 7-6        |  |
| 18 | 21-01-1985 | Ebel U.S. Pro Indoor, Philadelphie               | Championship Series | 300 000 $ | Moquette (int.) | John McEnroe   | Miloslav Mečíř   | 6-3, 7-6, 6-1             |  |
| 19 | 27-01-1986 | Ebel U.S. Pro Indoor, Philadelphie               | Championship Series | 375 000 $ | Moquette (int.) | Ivan Lendl     | Tim Mayotte      | Forfait                   |  |
| 20 | 02-02-1987 | Ebel U.S. Pro Indoor, Philadelphie               |                     | 375 000 $ | Moquette (int.) | Tim Mayotte    | John McEnroe     | 3-6, 6-1, 6-3, 6-1        |  |
| 21 | 22-02-1988 | Ebel U.S. Pro Indoor, Philadelphie               |                     | 410 000 $ | Moquette (int.) | Tim Mayotte    | John Fitzgerald  | 4-6, 6-2, 6-2, 6-3        |  |
| 22 | 20-02-1989 | Ebel U.S. Pro Indoor, Philadelphie               |                     | 410 000 $ | Moquette (int.) | Boris Becker   | Tim Mayotte      | 7-6, 6-1, 6-3             |  |
| 23 | 19-02-1990 | Ebel U.S. Pro Indoor, Philadelphie               | Championship Series | 825 000 $ | Moquette (int.) | Pete Sampras   | Andrés Gómez     | 7-6, 7-5, 6-2             |  |
| 24 | 11-02-1991 | U.S. Pro Indoor, Philadelphie                    | Championship Series | 825 000 $ | Moquette (int.) | Ivan Lendl     | Pete Sampras     | 5-7, 6-4, 6-4, 2-6, 6-3   |  |
| 25 | 17-02-1992 | Comcast-Metrophone U.S. Pro Indoor, Philadelphie | Championship Series | 865 000 $ | Moquette (int.) | Pete Sampras   | Amos Mansdorf    | 6-1, 7-64, 2-6, 7-62      |  |
| 26 | 15-02-1993 | Comcast U.S. Indoor, Philadelphie                | Championship Series | 575 000 $ | Moquette (int.) | Mark Woodforde | Ivan Lendl       | 5-4, ab.                  |  |
| 27 | 14-02-1994 | Comcast U.S. Indoor, Philadelphie                | Championship Series | 588 750 $ | Moquette (int.) | Michael Chang  | Paul Haarhuis    | 6-3, 6-2                  |  |
| 28 | 20-02-1995 | Comcast U.S. Indoor, Philadelphie                | Championship Series | 589 250 $ | Moquette (int.) | Thomas Enqvist | Michael Chang    | 0-6, 6-4, 6-0             |  |
| 29 | 26-02-1996 | Comcast U.S. Indoor, Philadelphie                | Championship Series | 589 250 $ | Moquette (int.) | Jim Courier    | Chris Woodruff   | 6-4, 6-3                  |  |
| 30 | 24-02-1997 | Advanta Championships, Philadelphie              | Championship Series | 589 250 $ | Dur (int.)      | Pete Sampras   | Patrick Rafter   | 5-7, 7-64, 6-3            |  |
| 31 | 23-02-1998 | Advanta Championships, Philadelphie              | Series Gold         | 589 250 $ | Dur (int.)      | Pete Sampras   | Thomas Enqvist   | 7-5, 7-63                 |  |

### Double
| No | Date       | Nom et lieu du tournoi                                | Catégorie                                             | Dotation                                              | Surface                                               | Vainqueurs                                            | Finalistes                                            | Score                                                 |                                                       |
| -- | ---------- | ----------------------------------------------------- | ----------------------------------------------------- | ----------------------------------------------------- | ----------------------------------------------------- | ----------------------------------------------------- | ----------------------------------------------------- | ----------------------------------------------------- | ----------------------------------------------------- |
| 1  | 03-02-1969 | , Philadelphie                                        |                                                       | 30 000 $                                              | Moquette (int.)                                       | Tom Okker Marty Riessen                               | John Newcombe Tony Roche                              | 8-6, 6-4                                              |                                                       |
| 2  | 02-02-1970 | , Philadelphie                                        | Championship Series                                   | 60 000 $                                              | Moquette (int.)                                       | Ilie Năstase Ion Țiriac                               | Arthur Ashe Dennis Ralston                            | 6-4, 6-3                                              |                                                       |
|    | 15-02-1971 | Compétition interrompue au stade des quarts de finale | Compétition interrompue au stade des quarts de finale | Compétition interrompue au stade des quarts de finale | Compétition interrompue au stade des quarts de finale | Compétition interrompue au stade des quarts de finale | Compétition interrompue au stade des quarts de finale | Compétition interrompue au stade des quarts de finale | Compétition interrompue au stade des quarts de finale |
| 3  | 07-02-1972 | , Philadelphie                                        | Championship Series                                   | 50 000 $                                              | Moquette (int.)                                       | Arthur Ashe Robert Lutz                               | John Newcombe Tony Roche                              | 6-3, 6-7, 6-3                                         |                                                       |
| 4  | 05-02-1973 | , Philadelphie                                        | Championship Series                                   | 50 000 $                                              | Moquette (int.)                                       | Brian Gottfried Dick Stockton                         | Roy Emerson Rod Laver                                 | 4-6, 6-3, 6-4                                         |                                                       |
| 5  | 21-01-1974 | , Philadelphie                                        | Championship Series                                   | 100 000 $                                             | Moquette (int.)                                       | Pat Cramer Mike Estep                                 | J. Chanfreau Georges Goven                            | 6-1, 6-1                                              |                                                       |
| 6  | 20-01-1975 | , Philadelphie                                        | Championship Series                                   | 115 000 $                                             | Moquette (int.)                                       | Brian Gottfried Raúl Ramírez                          | Dick Stockton Erik van Dillen                         | 3-6, 6-3, 7-64                                        |                                                       |
| 7  | 26-01-1976 | , Philadelphie                                        | Championship Series                                   | 118 600 $                                             | Moquette (int.)                                       | Rod Laver Dennis Ralston                              | Bob Hewitt Frew McMillan                              | 7-66, 7-63                                            |                                                       |
| 8  | 24-01-1977 | , Philadelphie                                        | Championship Series                                   | 200 000 $                                             | Moquette (int.)                                       | Bob Hewitt Frew McMillan                              | Wojtek Fibak Tom Okker                                | 6-1, 1-6, 6-3                                         |                                                       |
| 9  | 23-01-1978 | , Philadelphie                                        | Championship Series                                   | 225 000 $                                             | Moquette (int.)                                       | Bob Hewitt Frew McMillan                              | Vitas Gerulaitis Sandy Mayer                          | 6-4, 6-4                                              |                                                       |
| 10 | 22-01-1979 | , Philadelphie                                        | Championship Series                                   | 250 000 $                                             | Moquette (int.)                                       | Wojtek Fibak Tom Okker                                | Peter Fleming John McEnroe                            | 5-7, 6-1, 6-3                                         |                                                       |
| 11 | 21-01-1980 | U.S. Pro Indoor, Philadelphie                         | Championship Series                                   | 250 000 $                                             | Moquette (int.)                                       | Peter Fleming John McEnroe                            | Brian Gottfried Raúl Ramírez                          | 6-3, 7-6                                              |                                                       |
| 12 | 26-01-1981 | U.S. Pro Indoor, Philadelphie                         | Championship Series                                   | 250 000 $                                             | Moquette (int.)                                       | Sherwood Stewart Marty Riessen                        | Brian Gottfried Raúl Ramírez                          | 6-2, 6-2                                              |                                                       |
| 13 | 25-01-1982 | U.S. Pro Indoor, Philadelphie                         | Championship Series                                   | 300 000 $                                             | Moquette (int.)                                       | Peter Fleming John McEnroe                            | Sherwood Stewart Ferdi Taygan                         | 7-6, 6-4                                              |                                                       |
| 14 | 31-01-1983 | U.S. Pro Indoor, Philadelphie                         | Championship Series                                   | 250 000 $                                             | Moquette (int.)                                       | Kevin Curren Steve Denton                             | Peter Fleming John McEnroe                            | 6-4, 7-6                                              |                                                       |
| 15 | 23-01-1984 | U.S. Pro Indoor, Philadelphie                         | Championship Series                                   | 300 000 $                                             | Moquette (int.)                                       | Peter Fleming John McEnroe                            | Henri Leconte Yannick Noah                            | 6-2, 6-3                                              |                                                       |
| 16 | 21-01-1985 | Ebel U.S. Pro Indoor, Philadelphie                    | Championship Series                                   | 300 000 $                                             | Moquette (int.)                                       | Mats Wilander Joakim Nyström                          | Wojtek Fibak Sandy Mayer                              | 3-6, 6-2, 6-2                                         |                                                       |
| 17 | 27-01-1986 | Ebel U.S. Pro Indoor, Philadelphie                    | Championship Series                                   | 375 000 $                                             | Moquette (int.)                                       | Scott Davis David Pate                                | Stefan Edberg Anders Järryd                           | 7-6, 3-6, 6-3, 7-5                                    |                                                       |
| 18 | 02-02-1987 | Ebel U.S. Pro Indoor, Philadelphie                    |                                                       | 375 000 $                                             | Moquette (int.)                                       | Sergio Casal Emilio Sánchez                           | Christo Steyn Danie Visser                            | 3-6, 6-1, 7-6                                         |                                                       |
| 19 | 22-02-1988 | Ebel U.S. Pro Indoor, Philadelphie                    |                                                       | 410 000 $                                             | Moquette (int.)                                       | Kelly Evernden Johan Kriek                            | Kevin Curren Danie Visser                             | 7-6, 6-3                                              |                                                       |
| 20 | 20-02-1989 | Ebel U.S. Pro Indoor, Philadelphie                    |                                                       | 410 000 $                                             | Moquette (int.)                                       | Paul Annacone Christo van Rensburg                    | Rick Leach Jim Pugh                                   | 6-3, 7-5                                              |                                                       |
| 21 | 19-02-1990 | Ebel U.S. Pro Indoor, Philadelphie                    | Championship Series                                   | 825 000 $                                             | Moquette (int.)                                       | Rick Leach Jim Pugh                                   | Grant Connell Glenn Michibata                         | 3-6, 6-4, 6-2                                         |                                                       |
| 22 | 11-02-1991 | U.S. Pro Indoor, Philadelphie                         | Championship Series                                   | 825 000 $                                             | Moquette (int.)                                       | Rick Leach Jim Pugh                                   | Udo Riglewski Michael Stich                           | 6-4, 6-4                                              |                                                       |
| 23 | 17-02-1992 | Comcast-Metrophone U.S. Pro Indoor, Philadelphie      | Championship Series                                   | 865 000 $                                             | Moquette (int.)                                       | Todd Woodbridge Mark Woodforde                        | Jim Grabb Richey Reneberg                             | 6-4, 7-6                                              |                                                       |
| 24 | 15-02-1993 | Comcast U.S. Indoor, Philadelphie                     | Championship Series                                   | 575 000 $                                             | Moquette (int.)                                       | Jim Grabb Richey Reneberg                             | Marcos Ondruska Brad Pearce                           | 6-7, 6-3, 6-0                                         |                                                       |
| 25 | 14-02-1994 | Comcast U.S. Indoor, Philadelphie                     | Championship Series                                   | 588 750 $                                             | Moquette (int.)                                       | Jacco Eltingh Paul Haarhuis                           | Jim Grabb Jared Palmer                                | 6-3, 6-4                                              |                                                       |
| 26 | 20-02-1995 | Comcast U.S. Indoor, Philadelphie                     | Championship Series                                   | 589 250 $                                             | Moquette (int.)                                       | Jim Grabb Jonathan Stark                              | Jacco Eltingh Paul Haarhuis                           | 7-6, 6-7, 6-3                                         |                                                       |
| 27 | 26-02-1996 | Comcast U.S. Indoor, Philadelphie                     | Championship Series                                   | 589 250 $                                             | Moquette (int.)                                       | Todd Woodbridge Mark Woodforde                        | Byron Black Grant Connell                             | 7-6, 6-2                                              |                                                       |
| 28 | 24-02-1997 | Advanta Championships, Philadelphie                   | Championship Series                                   | 589 250 $                                             | Dur (int.)                                            | Sébastien Lareau Alex O'Brien                         | Ellis Ferreira Patrick Galbraith                      | 6-3, 6-3                                              |                                                       |
| 29 | 23-02-1998 | Advanta Championships, Philadelphie                   | Series Gold                                           | 589 250 $                                             | Dur (int.)                                            | Jacco Eltingh Paul Haarhuis                           | David Macpherson Richey Reneberg                      | 7-6, 6-7, 6-2                                         |                                                       |

## Palmarès mixte
| No | Date       | Nom et lieu du tournoi                                 | Catégorie | Dotation | Surface      | Vainqueures                    | Finalistes                 | Score         |         |
| -- | ---------- | ------------------------------------------------------ | --------- | -------- | ------------ | ------------------------------ | -------------------------- | ------------- | ------- |
| 1  | 01-08-1960 | Philadelphia District Grass Court Champ's Philadelphie |           | NC       | Gazon (ext.) | Marilyn Montgomery Fritz Klein | Patricia Shaffer Ed Dailey | 5-7, 8-6, 6-3 | Tableau |